# Kristina Groves

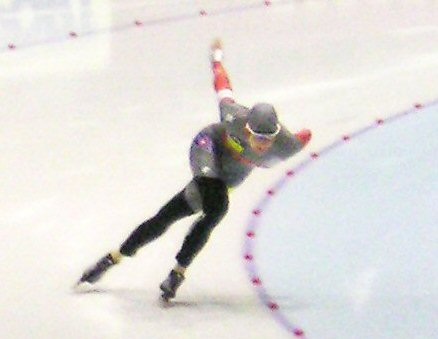
Groves beim Weltcup in Heerenveen im November 2006

Kristina Nicole Groves (* 4. Dezember 1976 in Ottawa) ist eine ehemalige kanadische Eisschnellläuferin.

## Karriere
Kristina Groves startete im November 1998 in Hamar erstmals im Weltcup. Ihren ersten Weltcupsieg erreichte sie sechs Jahre später am gleichen Ort. In den folgenden Jahren bis zu ihrem letzten Weltcupstart in Berlin im November 2010 gewann sie 15 Weltcupwettbewerbe. Dreimal konnte sie den Gesamtweltcup für sich entscheiden (2007/08, 2008/09 und 2009/10).
Bei kanadischen Meisterschaften gewann sie im Jahr 2004 im kleinen Vierkampf. Bis 2010 wurde sie weitere neun Mal kanadische Meisterin über Einzeldistanzen.
Ihren ersten Auftritt bei Olympischen Winterspielen hatte sie im Jahr 2002 in Salt Lake City, wo ihre beste Platzierung ein 8. Rang über 3000 Meter war. Bei der Einzelstrecken-WM 2007 in Salt Lake City wurde sie in der Teamverfolgung erstmals Weltmeisterin. Sie gewann bei den Olympischen Winterspielen 2006 in Turin jeweils Silber mit dem kanadischen Team, das im Wettkampf einen olympischen Rekord aufstellte, und über 1500 Meter hinter Cindy Klassen und vor Ireen Wüst. In der Saison 2007/2008 belegte sie bei der Mehrkampf-WM in Berlin den 3. Platz hinter den beiden Niederländerinnen Ireen Wüst und Paulien van Deutekom. Bei der Einzelstrecken WM 2008 in Nagano wurde sie Weltmeisterin auf der 3000-Meter-Distanz. Auf 1000 m, 1500 m und im Team wurde sie Zweite und zum Abschluss holte sie noch Bronze auf der längsten Distanz 5000 m hinter Martina Sablikova und Teamkollegin Clara Hughes.
In der Saison 2008/2009 belegte sie bei der Mehrkampf-WM in Hamar den 2. Platz hinter der Tschechin Martina Sáblíková und vor der Niederländerin Ireen Wüst. Knapp einen Monat später konnte Kristina Groves bei der Einzelstrecken-WM 2009 in Richmond eine Goldmedaille (Team Pursuit) und zwei Bronzemedaillen (5000 und 3000 m) holen.
Bei den Olympischen Winterspielen 2010 in Vancouver gewann Kristina Groves die Bronzemedaille über 3000 m hinter Martina Sáblíková und Stephanie Beckert. Über 1500 m gewann sie Silber hinter Ireen Wüst. Im Team wurde sie Fünfte und belegte über 1000 Meter den 4. sowie über 5000 Meter den 6. Platz.
Groves engagierte sich als Athletenbotschafterin der Entwicklungshilfeorganisation Right to Play.
Nach ihrem letzten Wettkampf am 6. März 2011 beendete sie ihre aktive Laufbahn.

## Persönliche Bestzeiten Eisschnelllauf
| Distanz        | Zeit    | Datum             | Ort             |
| -------------- | ------- | ----------------- | --------------- |
| 500 m          | 38,75   | 18. März 2006     | Calgary, Kanada |
| 1000 m         | 1:14,51 | 2. März 2007      | Calgary, Kanada |
| 1500 m         | 1:53,18 | 17. November 2007 | Calgary, Kanada |
| 3000 m         | 3.58,11 | 4. Dezember 2009  | Calgary, Kanada |
| 5000 m         | 6.54,55 | 19. März 2006     | Calgary, Kanada |
| Teamverfolgung | 2.55,79 | 6. Dezember 2009  | Calgary, Kanada |

(Stand: 11. März 2018)

## Weltcup-Platzierungen
| Platzierung | 500 m | 1000 m | 1500 m | 3000 m | 5000 m | Team |
| ----------- | ----- | ------ | ------ | ------ | ------ | ---- |
| 1. Platz    |       | 1      | 7      | 1      |        | 6    |
| 2. Platz    |       | 2      | 4      | 1      |        | 7    |
| 3. Platz    |       | 2      | 8      | 7      | 1      |      |
| Top 10      |       | 14     | 21     | 21     | 9      | 2    |

(Stand: 11. März 2018)